# Templomosok

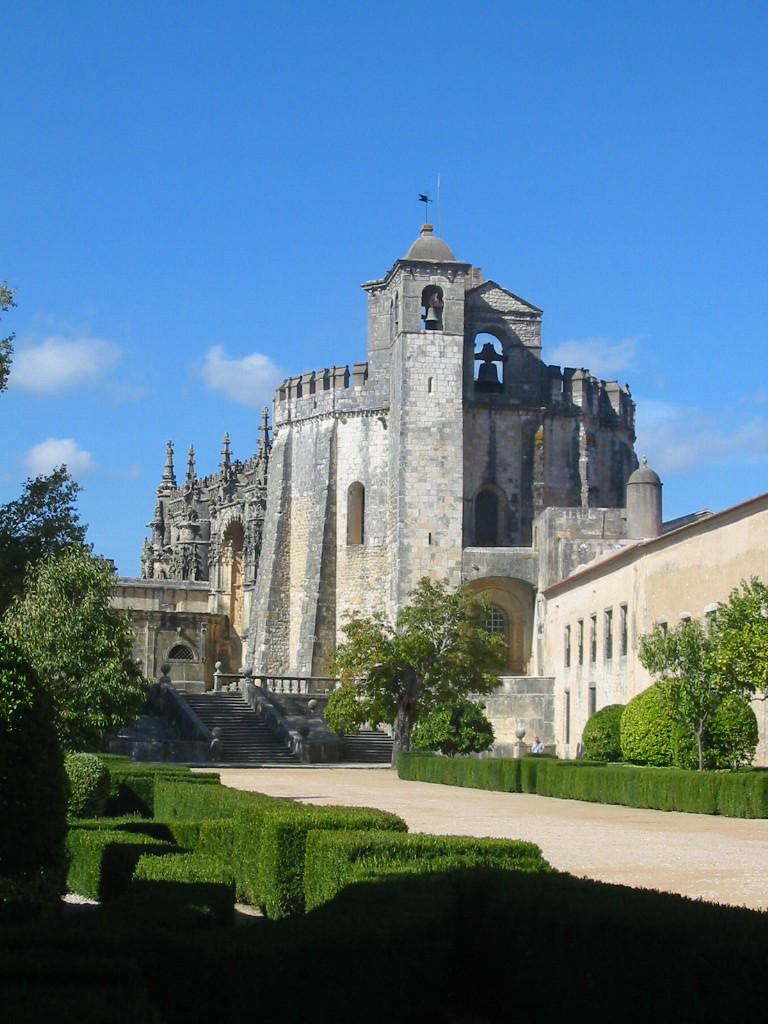
Krisztus-rendi kolostor Tomarban (Portugália)

A templomosok vagy templomos lovagrend (latinul milites templi) az egyik leghíresebb katolikus harcos szerzetesrend, egyházi lovagrend volt. 1119 körül alapították, központjuk a jeruzsálemi Templom-hegyen volt, és a középkorban csaknem két évszázadon át fennállt.

## A történeti rend

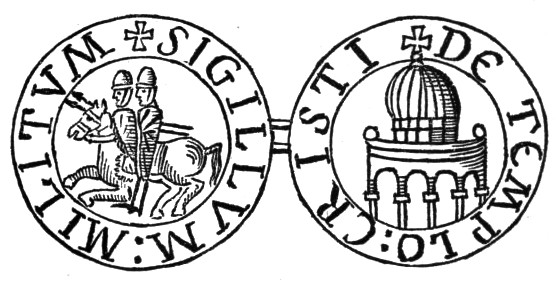
A Templomos Rend pecsétje

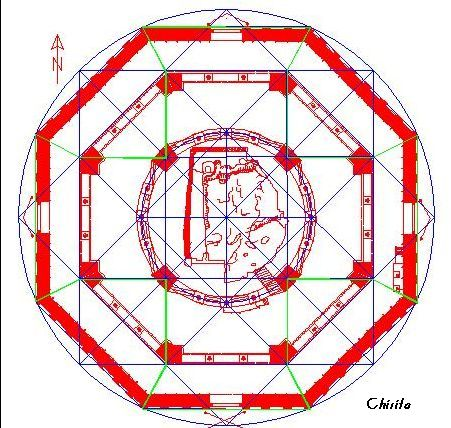
A jeruzsálemi templom dómjának alaprajza

A templomos lovagrend 1118-ban, keresztes lovagokból szerveződött társulásból, a Szentföldön alakult.
Hugues de Payns vezetésével nyolc vagy kilenc keresztes lovag elhatározta, hogy életét a Szentföld zarándokai védelmének szenteli.
Hugues de Payns, champagne-i születésű volt, 48 éves, és már 22 esztendeje élt Konstantinápolytól keletre. A körülötte tömörülő csoport igen kicsiny volt, eleinte valószínűleg csak heten csatlakoztak hozzá, mégsem ismerjük a pontos nevüket. Ott volt Godefroy de Saoint-Omer, egy flamand lovag, Payens de Montdidier, Archambaud de Saint-Agnan, André de Montbard, Godefroy Bisol vagy Bisot, végül két férfiú, akiknek csak keresztnevüket jegyezték fel: Rossel vagy Roland és Gondemare. A hagyomány szerint eredetileg kilencen lettek volna a testvériség tagjai, a hagyomány azonban a kilencedik nevét nem őrizte meg.
Krisztus szegény lovagjainak: Pauperes Commilitorum Christi nevezték magukat, ezzel is utalva kezdeti szegénységükre és elhivatottságukra. A lovagokat II. Balduin jeruzsálemi király vette pártfogásába, aki Jeruzsálemben, az egykori Salamon-templom egy szárnyát adományozta nekik. Lakhelyük után nevezték őket a Templom lovagjainak, vagy egyszerűbben templomos lovagoknak: Fratres Militiae Templi.
Az 1128-as troyes-i zsinat eredményeként jött létre a latin nyelvű rendi szabályzat (regula), amelyet később újabb kiegészítések követtek egészen a 13. század második feléig. De Payns felkérésére Clairvaux-i Szent Bernát 1132 és 1135 között megalkotta a rend szellemi programját összefoglaló, Liber ad Milites Templi de laude novae Militiae (A templomos lovagokhoz: az új lovagság dicsérete) című írását.
A pápa kivette a rendet a püspökök joghatósága alól, felmentette őket a birtokaik után járó egyházi tized fizetése alól, és engedélyezte számukra templomok építését, káplánok választását. Ehhez hasonló kiváltságokat ekkoriban csak a ciszterci rend élvezett, illetve később a magyarországi pálosok.
A rend előbb a Francia Királyságban, majd Angliában talált támogatókra, aztán elterjedt német és spanyol területeken is. A 12. század második felétől a lovagok Közép-Európa királyságaiban is otthonra találtak.

### A rend szervezete

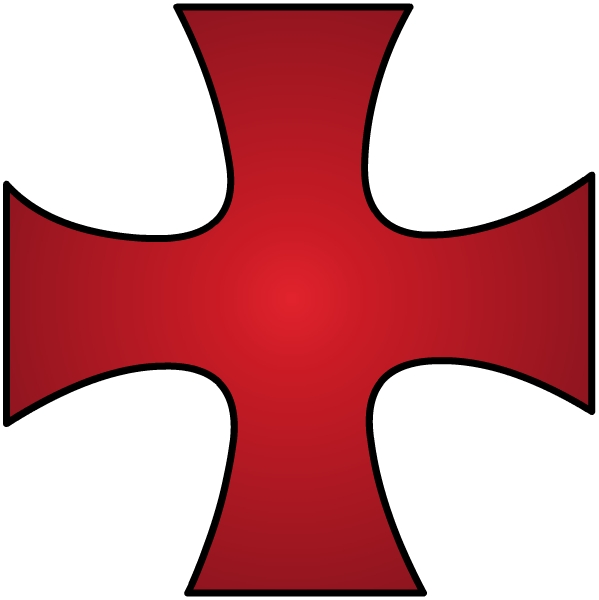
Templomos Kereszt

A rend tagjai három csoportra oszlottak.
A templomosok elitjét a lovagtestvérek alkották, a nehézfegyverzetű, lovagi harcmodort folytató harcosok. Minden lovagnak három lova és egy fegyverhordozója volt. Egyforma felszerelést és ruházatot kaptak. Bal vállukon fehér köpenyt hordtak vörös kereszttel, melynek viselését a pápa engedélyezte. Feladatuk a zarándokok védelme, illetve tágabb értelemben a hitetlenek elleni küzdelem volt. A katonai feladatok ellátásán kívül életük a szerzetesek életvitelével egyezett: közös hálótermekben aludtak, együtt étkeztek naponta két alkalommal, a közbeeső időt pedig imádkozással, zsolozsmázással vagy más teendők elvégzésével (a fegyverforgatás gyakorlásával, az állatok ellátásával, vagy éppen őrség adásával) töltötték.
A lovagokéval megegyező, szürkésbarna-drapp ruházatot viselő fegyvernökök vagy fegyverhordozók (sergent) alkották a rend második, legnépesebb csoportját. Számuk általában nyolc-kilencszerese volt a lovagokénak. Legfőbb feladatuk a lovagok szolgálata volt, csatában pedig könnyűlovas katonaként támogatták őket.
A rend harmadik rétegébe a papok vagy káplánok tartoztak. A rend papjai általában csak a jelentősebb rendházakban és elsősorban a Szentföldön éltek. Feladatuk a tagok lelki életének gondozása volt, és egyedül a nagymesternek illetve a pápának tartoztak engedelmességgel.
A templomos rend élén a káptalan által megválasztott Nagymester: magister vagy grand maitre állt, aki a tisztet élete végéig töltötte be. Kisebb jelentőségű ügyekben egymaga döntött, de a legfontosabb kérdésekben csak a káptalan beleegyezésével határozhatott. Általános helyettese a sénéchal volt, aki háború esetén hasonló jogokkal bírt, mint a nagymester. A rend harmadik számú embere, a hadi ügyekért felelős marsall: maréchal volt.
A három legfontosabb tisztség után rangban a tartományok – általában egy-egy ország alkotta provinciák – vezetői: preceptor vagy commandeur következtek. A rendházak, konventek vezetőit szintén így nevezték. A provinciák illetve rendházak elöljáróinak hatalma és jogköre a nagymesteréhez volt hasonló, azzal a különbséggel, hogy kisebb területre terjedt ki. 
A legfőbb vezetőkből és a szentföldi tartományok elöljáróiból állt a káptalan, amely tanácsaival segítette a nagymestert a rend irányításában.
A templomosok évente tartottak generális káptalant, vagyis általános rendi gyűlést is, amelyen elvileg minden tartomány commandeur-jének részt kellett vennie. Ezen kívül az egyes tartományok is tartottak éves gyűléseket.

### A rend zászlója
A templomosok zászlója eredetileg fehér (vagy ezüst) és fekete volt: fehér (ezüst) pajzs, felül fekete sávval.
A XII. század közepétől egy új, fehér alapon fekete kereszttel ellátott zászlót hagytak jóvá, majd a század utolsó éveiben ez fehér alapon vörös latin (néha „talpas”) keresztes lett.
A XIII. század elejétől pedig újra az eredeti alap lett, immár a vörös kereszttel.
A zászló templomos elnevezése gonfalon baucent, vagy csak baucent. A gonfalon magyarul zászló, baucent fehér-fekete foltosat jelent.

### Felemelkedés és bukás

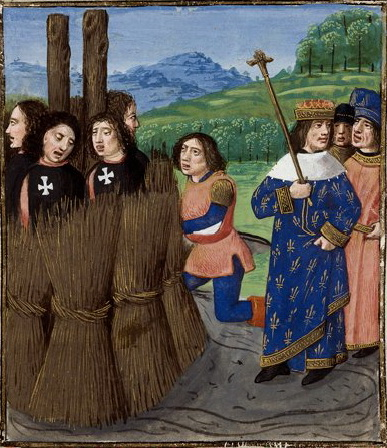
Templomosok megégetése Párizsban

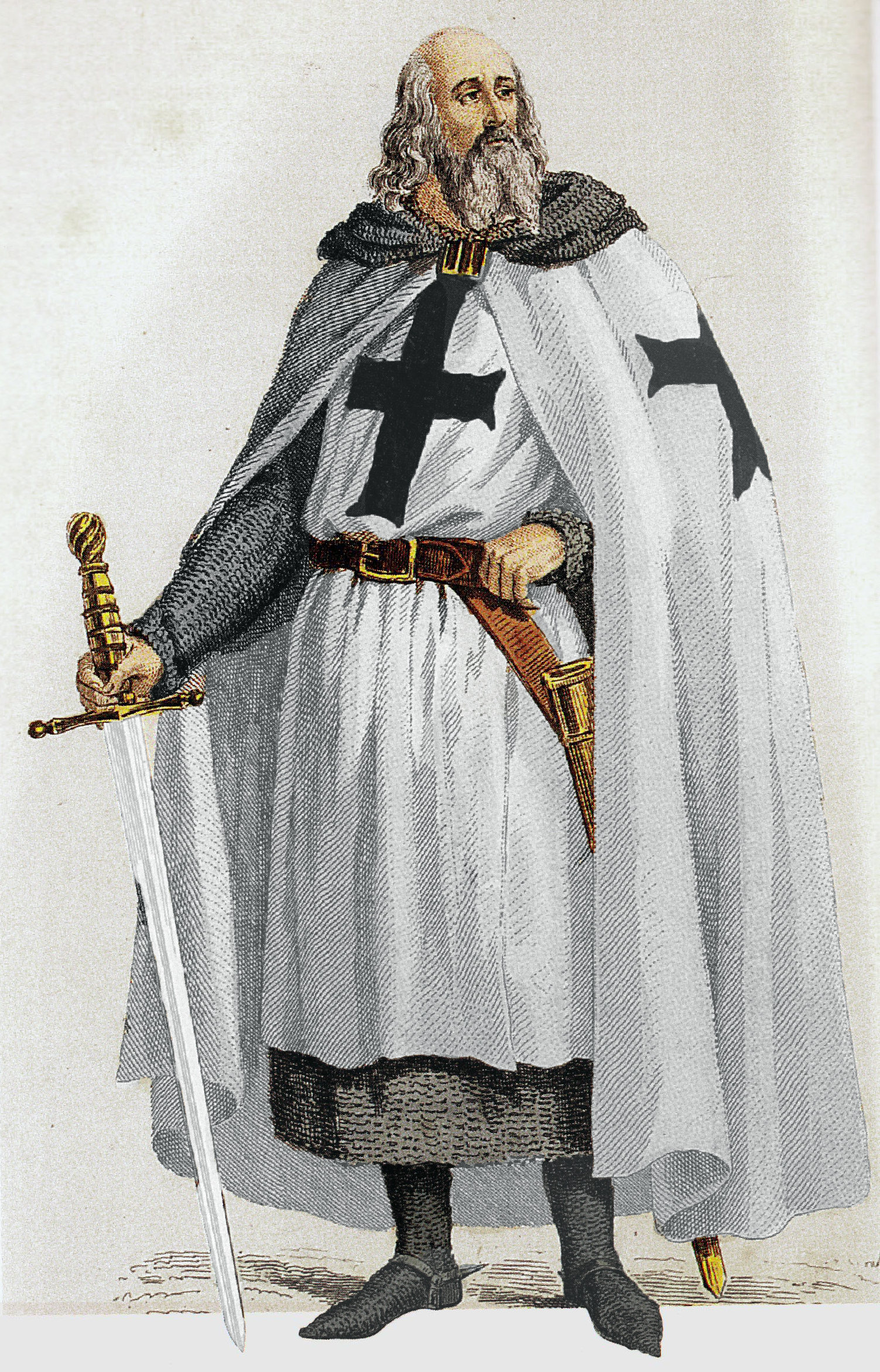
Jacques de Molay, a templomosok utolsó középkori nagymestere

A templomos rend a XIII. század második felében érte el fejlődése tetőpontját. Európa szinte minden országában jelen voltak, gazdagságuk a királyokéval vetekedett. Vagyonuk nemcsak jelentős adományokból, hanem banki-pénzügyi tranzakcióikból is származott. Kiváltságaik révén kikerültek mind a világi, mind az egyházi hatóságok felügyelete alól, egyedül a mindenkori pápa parancsolhatott nekik. Akárhol voltak is házaik, birtokaik szerte Európában és a Közel-Keleten, mindenhol mintegy „állam az államban” működtek.
A Rend őrizte 1204 és 1307 között az úgynevezett torinói leplet, valamint 1222 után Székesfehérvárott az Aranybulla egy példányát is.
1291-ben a Szentföld hosszú időre elveszett a keresztények számára, ami a lovagrendeknek is kihívást jelentett. A másik két nagy lovagrend: a Johanniták és a teutonok (német lovagok) könnyebb helyzetben voltak, mint a templomosok, mert ők a harc és a zarándokok védelme mellett betegápolással is foglalkoztak. Ugyanakkor mindkét rend megtalálta azt a lehetőséget, ahová átvihették a kereszténység védelmében és terjesztéséért vívott harc eszméjét: a johanniták a törökökkel szemben harcoltak, a teutonok a poroszokkal és más balti népekkel, még hosszú évtizedeken keresztül. A templomos rend számára a megoldás egy saját állam létrehozása lett volna (ezt Ciprus szigetére tervezték), mint amilyen a johannitáké Rodosz szigetén, vagy a teutonoké a Balti-tenger partján, ám ez nem sikerült nekik, mert szembe kerültek az egyre erősödő Francia Királysággal.
Ilyen körülmények között került sor a történelem első koholt pereinek egyikére, amely végül a rend bukását okozta. 1307. október 13-án pénteken  IV. „Szép” Fülöp francia uralkodó egy jól megszervezett akcióval, saját királyságában egyetlen éjszaka leforgása alatt lefoglalta a rend vagyonát, bezáratta a tagjait, majd eljárást indíttatott ellenük a keresztény vallás meggyalázása, szimónia stb. miatt. Fülöp segítője, a per fővádlója egy kathar (katar) volt, akiket a templomosok vertek le Dél-Franciaországban. Fülöpnek sikerült elérnie, hogy a V. Kelemen pápa a vienne-i zsinaton (1312. március 22.) feloszlassa a templomosok rendjét. A rend utolsó középkori nagymesterét, Jacques de Molay-t Párizsba csalta, börtönbe záratta, majd 1314. március 11-én vagy 18-án elevenen elégettette. A templomosokat megkínozták, majd hamis tanúvallomások kicsikarásával egymás ellen is vallatták őket. Aki nem írta alá a vallomásokat (és legtöbbjük így tett), azt máglyára küldték. A hagyomány szerint Molay a máglyán megátkozta Fülöpöt és Kelemen pápát, és egy éven belül Isten ítélőszéke elé idézte őket. Kelemen pápa alig egy hónap múlva, április 20-án elhunyt, Fülöp pedig 1314. november 29-én. A következő 14 évben Fülöp mindhárom fia trónra került, és rövidesen meghalt, 1328-ra a Capet-ház egyenes ágon kihalt.
A templomos birtokok java része a francia király (illetve az adott terület uralkodója) és a többi lovagrend, főként a Johanniták kezébe került, párizsi központjukat lerombolták.
Túlélők, ha csekély számban is, de maradtak, főleg más országokban. Portugáliában új név alatt újraszerveződtek: ők lettek a Krisztus Lovagrendje. Skóciában is befogadták a menekülteket, és majd mint látni fogjuk, Magyarországon is el tudtak vegyülni más szerzetekben.

### A rend nagymesterei
- Hugues de Payns (1118/1119- †1136)
- Robert de Craon (1136/1137- †1149)
- Everard de Barres (1149- †1152)
- Bernard de Tremelay (1152- †1153)
- André de Montbard (1153- †1156)
- Bertrand de Blanquefort (1156- †1169)
- Philippe de Milly/de Naplouse (1169- †1171)
- Eudes de Saint-Amand (1171- †1179)
- Arnaud de Toroga (1180- †1184)
- Gérard de Ridefort (1185- †1189)
- Robert de Sablé (1189- †1193)
- Gilbert Erail (1194- †1200)
- Philippe de Plessiez (1201- †1209)
- Guillaume de Chartres (1210- †1219)
- Pedro de Montaigu (1219- †1232)
- Armand de Périgord (1232- †1244)
- Richard de Bures (1244- †1247)
- Guillaume de Sonnac (1247- †1250)
- Renaud de Vichier (1250- †1256)
- Thomas Bérard (1256- †1273)
- Guillaume de Beaujeu (1273- †1291)
- Thibaud Gaudin (1291- †1293)
- Jacques de Molay (1293-1307. †1314. március 19., Párizs)

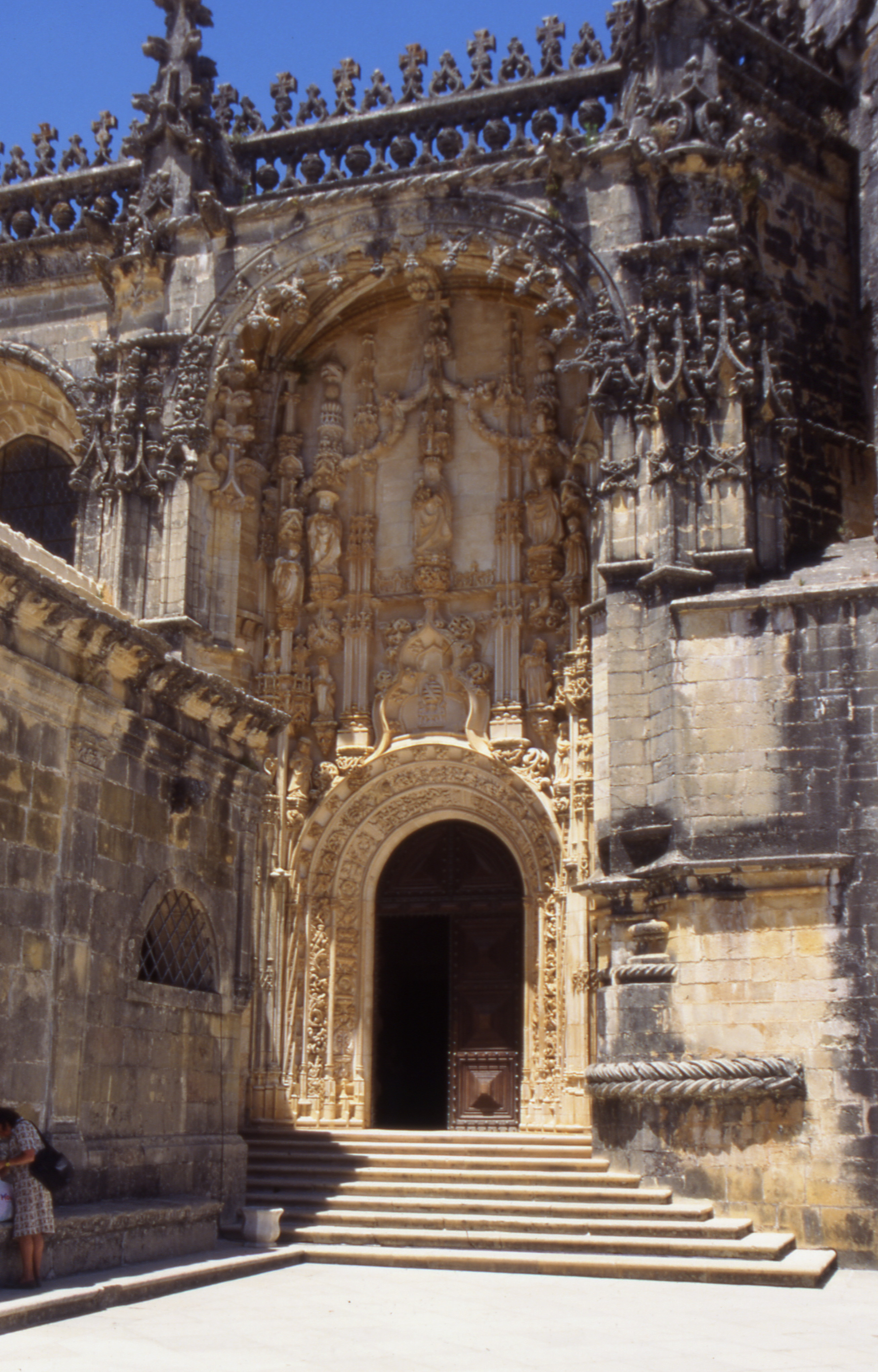
A Krisztus-rendi kolostor főportálja, Tomar, Portugália

### A rend ismertebb nyugat-európai építészeti emlékei
Franciaország:
- Sainte Eulalie de Cernon (1150 k.)
- La Couvertoirade
- Coulommiers rendház (1173)
- Coulommiers, Szt Anna kápolna (1196 – 1206)
- Metz: Nyolcszögletű kápolna és rendház (1180-1220 k.)
- Laon: Nyolcszögletű kápolna és rendház (1140 k.)
- Courban falunál: Epaly-rendház Szt György kápolna (1215 után)
- Marchesoif-rendház kápolnája (1235 után)
- La Ferté Gaucher: Szt Márton kápolna (1200-as évek első fele)
- Neuville-lés-Decire: Feuilloux-rendház és Szt. Tibold kápolna (1190 k.)
- Pontaubert: Saulced’Island rendház és kápolna (1192 k.)
- Arville rendház kápolnája (1130 k.)
- La Rochefoucauld: Malleyrand-rendház és Ker. Szt János kápolna (1170 k.)
- Élancourt-Viledieu-les-Maurepas rendház és kápolna (1180)
- Cosne-Cours-sur-Loire-tól k-re: Villemoison rendház és kápolna (1189)

Anglia:
- London, TempleChurch (1166–1185)
- Herefordshire, Garway: Szt Mihály körtemplom (1180 után)
- Lincolnshire: Temple Bruer (1151-1160)

Portugália
- Tomar: Krisztus-kolostor (építette: Gualdim Pais, 1160)

Spanyolország:
- Segovia: Nyolcszögletű Szt Kereszt kápolna rendház nélkül (1208 )
- Eunate: Szűz Mária tpl. (1200 k.)
- A Camino- menti Montsaunesi rendház (1180 előtt)
- Lacapella Livron román-kori rendház-kápolna
- Sergeac román-kori rendház-kápolna
- Marcenais román-kori rendház-kápolna
- Romestaing román-kori rendház-kápolna

### A rend Magyarországon
A Templomos Rend Magyarországon a XII. század második felében jelent meg. Az első, források által is igazolható templomos ház az Adriai-tenger mellett fekvő vránai rendház volt. A Vránában álló bencés Szent Gergely monostor ugyanis már 1169-ben a templomosok kezében volt. Ezt követően, a XII. század utolsó évtizedeiben a magyarországi templomosok újabb birtokokat, rendházakat kapnak, például Zengg városát, a hozzá tartozó Szent György egyházzal együtt. A XIII. század elejétől pedig kezdetét vette a rend viszonylag gyors terjedése a királyságban, ami elsősorban keresztes eszmeiséget pártfogoló királyaink, Imre és II. András adományainak köszönhető. András király 1217-ben részt vett az ötödik keresztes hadjárat akcióiban, sőt, egyes források szerint tagja is volt a Templomos Rendnek, bár ennek nem maradt fenn hivatalos dokumentuma.
A jelenleg ismert források szerint a középkori Magyar Királyság területén a templomosoknak a rend eltörléséig tizennégy rendháza: (Boisce, Béla, Dubica, Esztergom, Gecske, Glogonca, Gora, Keresztény, Nekcse, Okriszentlőrinc, Szentmárton, Vrána, Zablata, Zengg, és közel 50 egyéb birtoka (földterülete, temploma, vára, városa, háza, halastava stb.) volt. Feloszlatása pillanatában a rendnek Angliában és Provence-ban például 40-40, míg Aragóniában és Katalóniában együttesen 32 rendháza volt. A felsorolásból kitűnik, hogy a rend magyarországi házai és birtokai elsősorban az ország déli tartományaiban: Szlavóniában és Horvátországban feküdtek.
A magyarországi templomos házak és birtokok önálló provinciát alkottak már a XII. század második felétől.
A magyar rendtartomány első említése az 1156 és 1169 közötti időből származik. Ekkor keletkezett a templomos regulának a Statuts Hiérarchiques (Szervezeti rendelkezések) címet viselő része, amely felsorolja az akkor létező európai provinciákat: a franciát, az angolt, a poitou-it, az aragónt, a portugált, a szicíliait és utolsóként a magyart.
A templomosok komolyan részt vettek a harcokban a tatárjárás idején, a muhi csatában azonban nem bírtak a túlerővel, és mesterükkel együtt mindannyan odavesztek.
A rend tagjai a katonáskodás mellett hiteleshelyi tevékenységet is folytattak az országban. A középkori Magyarországon „hiteleshelynek” azokat az intézményeket nevezték – elsősorban a szerzetesrendek kolostorait –, amelyekben írásba lehetett foglaltatni a különböző jogi ügyleteket. A templomosok több magyarországi konventje is tevékenykedett hiteleshelyként, de csak néhány általuk kibocsátott irat maradt fenn.
A XIII. században Léka volt a templomos lovagrend egyik központja. A felsővár udvara alatt volt egy rejtélyes funkciójú helyiség. Ez két, negyedgömbkupolával fedett tér, benne egy lapos, hasáb alakú kő („oltárkő”), amit felállítottak a zárókőbe vésett jellegzetes templomos kereszt alá. Lékán misztérium-helyből átalakított őskeresztény szentélyről van tehát szó. Állítólag volt egy titkos átjáró is, ami egy mély kútból vezetett Borostyánkő várába, ahol az ottani kútnál volt az átjáró másik vége.
A rend ellen indított per megpecsételte a magyar tartomány sorsát is. A rend feloszlatása több forrás szerint Magyarországon békésnek tűnt, többségük a rivális lovagrend, a Johannita Rend tagja lett, és minden valószínűség szerint a pálosok közé is sokan beléptek.
Visszatérve Lékára, a templomosok ottani tevékenységének Károly Róbert vetett véget, aki annak a Szép Fülöpnek volt rokona, aki Nyugat-Európában irtotta a lovagokat. Károly Róbert kegyelmet ígért, amire a templomosok mentességi levelet kértek. A válasz: törvényen kívülinek nyilvánították őket. Johannita és Teuton lovagokkal megostromolták a várat, ám azt nem tudták bevenni. Ezután árulás folytán, a titkos alagúton át bejutottak a várba, és a kultikus terembe menekült hét templomost, akik az oltár előtt imádkoztak, lemészárolták, tartományi mesterükkel Radványi Gyulával egyetemben. Az eseményről az az okirat tájékoztat, amelyben a király Kőszeg városának visszaadja a városi rangot köszönetül azért, amiért őt a város polgárai „egy fontos és nehéz helyzetben” megsegítették.
A Borostyánkő felé menekült templomosokat ott érte a végzet. A vérfürdő helyét a néphagyomány ma is ismeri.
Fontos megjegyezni, hogy e néphagyomány eredeti változata a királyt és a németújvári grófokat tette felelőssé a mészárlásért. Mivel Németújvár 1289-től Habsburg Albert német király kezén volt, mai történelmi ismereteink szerint a kiközösített rend elleni támadás Albert és fiai, a "németújvári" osztrák hercegek hadjárata lehetett. Csupán az újkori, Habsburg uralom alatt álló Magyarországon terjedt el a nézet, mely szerint a legendában említett király Károly Róbert lenne. Mivel Károly Róbert családja évtizedeken át élvezte a lovagrend támogatását és Károly Róbertnek kifejezetten rossz volt a viszonya Szép Fülöppel és V. Kelemen pápával a nápolyi trónviták miatt, valószínűtlen, hogy 1307 után fellépett volna a rend tagjaival szemben. A lékai mészárlás története valószínűleg a korabeli osztrák-magyar határviták egyik jellegzetes esete csupán.
Más források szerint viszont Magyarországon tovább élt a Rend. Akárcsak Portugáliában, titokban újraszerveződtek, állítólag még Mátyás király idejében is éltek remeteként a hegyekben, ezúttal már mint „fehér barátok”.
Egy hazai sajátosság: a magyar nép a templomosokat az ország több részén is „vörös barátoknak” nevezte, valószínűleg a ruhájukon viselt kereszt színe miatt, más feltevések szerint viszont a feloszlatásuk utáni vérengzés után kapták nevüket az orvul legyilkolt lovagok.
Rudolf Steiner szerint a templomosok fő feladata – a Szent Grál őrzésén kívül – „Európa gazdasági és társadalmi felemelése” lett volna.
Több helyen olvasható, hogy a Margit-szigeten a templomosoknak egy épületük állt. Valójában a Margit-sziget történetével foglalkozó szakirodalom nem tud templomos jelenlétről. Ezt a feltételezést Krúdy Gyula író indította el, tőle vették át. Az író a Világ című folyóirat egyik 1925-ös számában számolt be arról, hogy az ekkor folytatott ásatások közben vélhetően templomos kolostor-templom maradványait fedezték fel, köztük egy sírkövet, melyen az alábbi felirat volt olvasható: HIA CETVA DEVITON'S. A kutatásoknak Krúdy Gyula is lelkes híve volt, tárcát is írt az ásatásokról, és egy ma már kevéssé ismert elbeszélése, A templárius is e hatás alatt állt. Valójában azonban ekkor a premontrei kolostort találták meg. Itt előkerült egy sírkő, amelynek a felirata "Hic iacet Valentinus", azaz "Itt nyugszik Bálint". A sírkövet 1972-ben közölték először fényképen.

## Az újraszerveződött rend
A XX. században több, főleg angolszász szervezet alakult, mely a templomosok utódjának nevezte magát, ám ehhez egyik sem kapta meg a pápai engedélyt.
1979-ben, Poggibonsiban (Siena, Olaszország) Gróf Marcello Alberto Cristofani della Magione kezdeményezésére megalakult egy olyan, laikusokból álló szervezet, amely – az ősi Rendtől való egyenes származtatás követelésének igénye nélkül – elfogadta azt az életideált és életstílust, amelyet még Szent Bernát foglalt írásba. A szervezetet, amelyet lovagrendi alkotmányának megfogalmazásával és az ősi Rendhez visszanyúló világos hivatkozásaival 1979. szeptember 21-én polgárjogilag jóváhagytak, az akkori sienai érsek 1988. szeptember 8-án Ordo Militiae Christi Templique Hierosolymitani néven mint hívők magántársulatát hagyta jóvá.
1989. november 24-én ugyancsak ő erősítette meg az alkotmány néhány módosítását, 1990. november 18-án pedig Siena új megyés püspöke hagyta jóvá a Templomos Lovagrend Krisztus Szegény Lovagjai Rendjének Szabályzata elnevezésű regulájukat, amely az ősi Rend szabályzatából ered, ám a jelen korhoz alkalmazkodik.
Ma a Lovagrend 10 nemzeti praecepturával és több priorátussal, valamint helyi javadalommal rendelkezik; tagjai közé fogadott cserkészcsapatokat valamint több ifjúsági szervezetet Olaszországban és külföldön is. A nagymesteri szék Poggibonsiban, a Castello della Magione-ban található, amely 1312-ig a templomosok, majd feloszlatásuk után a Johanniták tulajdonában volt, egészen addig, amíg della Magione gróf megvásárolta, és adományként az alakuló Templomos Lovagrend nagymesteri székhelyévé tette.
A Lovagrend tagjai hozzájárulásaiból, nyilvános vagy magánközületek adományaiból, és saját tevékenységéből tartja fenn magát.
Létezik azonban egy másik, folytatólagosan működő, a katolikus egyházhoz mindvégig hű templomos csoport, amely Portugáliában tudott fennmaradni évszázadokon át. A Portóban székelő, portugál nagymester vezetésével működő Jeruzsálemi Templomos Lovagrend (OMSTH) tekintettel arra, hogy XVI. Benedek korabeli okiratok alapján elismerte, hogy a templomosok pere koncepciós volt, szintén felvette a kapcsolatot a Vatikánnal, hivatalos elismertetés végett.

### A rend öltözete
Az ünnepélyesen fogadalmat tett lovagok (szerzetesek), és az engedelmességi lovagok (világiak), alkalmanként fehér ruhát viselnek, amely tunikából, a mellrészen vörös nyolcszögű kereszttel ellátott egy skapuláréból áll.
A dámák fehér, ujjnélküli fátylat viselnek, a felső ág nélküli kereszttel.
A káplánok fehér főpapi vállgallért hordanak vörös szegéllyel és vörös gombokkal, elöl baloldalt a vörös kereszttel.
A többi bejegyzett laikus nem visel öltözetet, csak jelvényt, vagy adott esetben kitüntetést.

### A magyar templomosok
A Lovagrend magyarországi tevékenysége 1999-ben vált a magyar állami (és nem egyházi) törvények értelmében legálissá. Ennek eredményeképpen itthon három commenda működik, valamint a Magyarok Praeceptoriájához tartoznak a külföldön élő hazánkfiai is. A Lovagrend (mint bejegyzett egyesület) magyar lelki vezetői és pártfogói a Magyar Katolikus Püspöki Konferencia tagjai közül kerülnek ki. Magyarországon főként ifjúságvédelmi, karitatív, valamint a lovagrend magyarországi történetét vizsgáló tevékenységet fejtenek ki. A magyar templomos egyesület tagjai a tradicionalizmus hazai patrónusai.
Kiemelendő, hogy 1998 augusztusában a templomosok engedélyt kértek II. János Pál pápától, hogy a Szent Koronát mint ereklyét használhassák jelképül. Az engedélyt a lelkiségi egyesületi munkára való tekintettel pápai áldással együtt megkapták.
A portói székhelyű Jeruzsálemi Templomos Lovagrend (OMSTH) szintén jelen van Magyarországon, méghozzá az 1990-es évek eleje óta. E rend magyarországi főpriorja Nagy Károly várpalotai plébános. A rend két tartományra (nyugati és keleti) oszlik, melyek élén szintén prior áll. A jeruzsálemi templomosok több felvonuláson, így a Szent Jobb Körmeneten is rendszeresen felvonulnak. A lovagrend rendezvényei általában Várpalotán, Tihanyban és más dunántúli helyszíneken kerülnek megrendezésre, az ünnepélyes lovagavatásra májusban kerül sor. A rendnek nincsenek szerzetes tagjai, de a főprior mellett más felszentelt papok is tagjai a rendnek. A rend jelen van a Délvidéken (Nagybecskerek és Beodra) is. A lovagavatást egyéves jelöltség előzi meg. A rend jelvénye fehér paláston vörös kettős kereszt, védőszentje Szent György. A másik rendhez hasonlóan e rend is bírja a katolikus egyház elismerését, a lovagok számos misén megjelennek.

## Ajánlott irodalom
- A templáriusok Magyarországon. A Magyar T. Akadémiában 1861. évi junius 10-kén székfoglalóúl. Eléterjeszté Pesty Frigyes; Emich, Pest, 1861 (hasonmásban: 2021)
- Barach Benedek: A templáriusok titkos statútumai. Ismertető előadás Merzdorf által hasonczím alatt kiadott kézirati másolat nyomán; Aigner, Bp., 1878
- Patek Ferenc: A magyarországi templarius rendtartomány felbomlása; May Ny., Bp., 1912
- Piers Paul Read: A templomosok; ford. Majorossy Judit; Gulliver, Bp., 2001
- A templomos lovagrend regulája; ford., bev., jegyz. Stossek Balázs, szerk., szöveggond., appendix Pánczél Hegedűs János; Agón–Kairosz, Bp., 2002
- Stefano Varanelli: A templomos lovagok legendája. Titkok, tények, talányok; ford. Ruskó András; Ventus Libro, Bp., 2009
- Bohumil Vurm: A templomosok története; fotó Zuzana Foffová, ford. Barna Ottilia; Sziget, Bp., 2013
- Dan Jones: A templomosok. Isten szent harcosainak felemelkedése és bukása; ford. Barabás József; Kossuth, Bp., 2018
- Hunyadi Zsolt: Keresztesek, lovagrendek. Válogatott tanulmányok; SZTE Középkori és Kora Újkori Magyar Történeti Tanszék, Szeged, 2019 (Fontes et libri)
- Volker Loos: A templomos lovagrend története; Art Nouveau, Pécs, 2000
- Keith Laidler: A titokzatos fej. A templomosok elveszett kincse; ford. Zombori Vera; General Press, Budapest, 2001 (Különleges könyvek)
- Edelényi Adél: A harangozóhegyi vár története a sokorói szájhagyományban, Győr, Sokorópátka Község Önkormányzata, 2003, ISBN 963 212 697 1
- Edelényi Adél: Templomos lovagok az európai néphagyományban, Bp., Gondolat, 2004, ISBN 963 9567 59 0, ISSN 1419-2306
- Edelényi Adél: A templomos-monda a sokorói szájhagyományban, Győr, Sokorópátka Község Önkormányzata, 2007 ISBN 978-963-06-3831-9
- Wolfram von Eschenbach: Parsifal, Arkánum Szellemi Iskola, 2003 – mint a templomos lovagok szimbolikus megjelenítése
- Louis Charpentier: A templomos lovagok titkai, Bp., Holnap, 1992 ISBN 963-346-000-X
- Robyn Young: A testvériség, A hadjárat, Rekviem
- Karcag Ákos: A templomos lovagok rendházai Nyugat-Európában – Várak-kastélyok-templomok, 2012/6. p.36-39. – ISSN 1786-7150
- Vehrer Adél: Templomos lovagok az európai néphagyományban, Saarbrücken, Németország : GlobeEdit (2018) , 328 p. ISBN 978-613-82-4276-5
- Vehrer Adél: Tényő történeti mondavilága, Győr, Tényő Világa Egyesület az Élhetőbb Településért, 2019. ISBN 978-615-00-6129-0